# Turbonilla internodula
Turbonilla internodula é uma espécie de molusco pertencente à família Pyramidellidae.
A autoridade científica da espécie é S. V. Wood, tendo sido descrita no ano de 1848.
Trata-se de uma espécie presente no território português, incluindo a zona económica exclusiva.